# Kanton Eloy Alfaro
Der Kanton Eloy Alfaro befindet sich in der Provinz Esmeraldas im Nordwesten von Ecuador. Er besitzt eine Fläche von 4273 km². Im Jahr 2022 lag die Einwohnerzahl bei rund 46.300. Verwaltungssitz des Kantons ist die Kleinstadt Valdez (auch als Limones bekannt) mit 5302 Einwohnern (Stand 2010). Der Kanton Eloy Alfaro wurde am 16. Oktober 1941 eingerichtet. Benannt wurde der Kanton nach Eloy Alfaro, in den Jahren 1895–1901 und 1906–1911 Präsident von Ecuador.

## Lage
Der Kanton Eloy Alfaro liegt im ostzentral in der Provinz Esmeraldas. Er erstreckt sich von der Pazifikküste im Norden über das ausgedehnte Küstentiefland bis zur Cordillera Occidental im Südosten. Der Río Santiago begrenzt den Kanton im Osten. Der Río Cayapas und dessen linker Nebenfluss Río Onzole entwässern das Areal nach Norden. Die E15 verläuft entlang der Pazifikküste nach Westen zur Provinzhauptstadt Esmeraldas.
Der Kanton Eloy Alfaro grenzt im Nordosten an den Kanton San Lorenzo, im Südosten an die Provinz Imbabura, im Südwesten an den Kanton Quinindé sowie im Westen an den Kanton Rioverde.

## Verwaltungsgliederung
Der Kanton Eloy Alfaro ist in die Parroquia urbana („städtisches Kirchspiel“)
- Valdez

und in die Parroquias rurales („ländliches Kirchspiel“)
- Anchayacu
- Atahualpa
- Borbón
- Colón Eloy del María
- La Tola
- Luis Vargas Torres
- Maldonado
- Pampanal de Bolívar
- San Francisco de Ónzole
- San José del Cayapas
- Santa Lucía de las Peñas
- Santo Domingo de Ónzole
- Selva Alegre
- Telembi
- Timbiré

gegliedert.

## Geschichte
Entwicklung der Einwohnerzahl im Kanton Eloy Alfaro bei landesweiten Volkszählungen zum jeweiligen Gebietsstand:
| Jahr                    | Einwohner | +/-     |
| ----------------------- | --------- | ------- |
| 1950                    | 20.470    | –       |
| 1962                    | 30.049    | 46,8 %  |
| 1974                    | 41.352    | 37,6 %  |
| 1982                    | 24.200    | −41,5 % |
| 1990                    | 25.389    | 4,9 %   |
| 2001                    | 33.403    | 31,6 %  |
| 2010                    | 39.739    | 19 %    |
| 2022                    | 46.305    | 16,5 %  |
| Datenherkunft: Wikidata |           |         |

## Ökologie
Entlang dem nördlichen Abschnitt der Pazifikküste erstreckt sich die Reserva Ecológica Manglares Cayapas Mataje. Am südöstlichen Randbereich des Kantons liegt der Nationalpark Cotacachi Cayapas.